# Маммиллярия колючейшая
Маммиллярия колючейшая (лат. Mammillaria spinosissima) — кактус из рода Маммиллярия. Вид был описан Шарлем Лемэром в 1838 году.

## Описание
Стебель продолговатый, с возрастом колонновидный, матово-зелёный, 20-25 см высотой и 8-10 см диаметром, имеет сосочки конической формы. Аксиллы с белым опушением и белыми щетинками.
Центральных колючек до 15, они прямые, эластичные, разной длины, отличаются изменчивостью окраски, могут быть белых, жёлтых, коричневых, красных оттенков. Одна из центральных колючек может быть с крючком на конце. Радиальных — более 20, эти колючки белые, щетинковидные, длиной до 1 см.
Цветки до 2 см длиной, от бледно-розовых до пурпурных.

## Распространение
Эндемик мексиканских штатов Герреро и Морелос. Растёт в сухих пустынях.

## Синонимы
- Mammillaria auricoma
- Mammillaria pitcayensis
- Mammillaria pilcayensis
- Mammillaria centraliplumosa
- Mammillaria virginis
- Mammillaria crassior
- Mammillaria gasterantha
- Mammillaria haasii